# The Silver Cord is Severed
The Silver Cord is Severed è un album in studio del gruppo musicale australiano Mortification, pubblicato nel 1999.

## Tracce
1. Metal Blessing – 4:51
2. Access Denied – 3:10
3. Hardware – 6:02
4. Bring the Joy – 3:40
5. Standing at the Door of Death – 4:13
6. Whom They Would Kill – 3:18
7. I Am a Revolutionary – 4:49
8. Forsake the Flesh – 4:01
9. Sensitive Nerve Endings – 3:44
10. The Silver Cord Is Severed (Ecclesiasties Chpt. 12) – 8:12

Durata totale: 46:00

## Formazione
- Steve Rowe - voce, basso
- Lincoln Bowen - chitarra
- Adam Zaffarese - batteria